# ドロシー・カービー
メアリー・ドロシー・カービー（Mary Dorothy Kirby、1920年1月15日 – 2000年12月12日）は、アメリカ合衆国のアマチュア女子ゴルファー、スポーツ解説者。

## 来歴
ジョージア州ウェストポイントで生まれる。彼女が10歳のときに、一家はアトランタに転居した。1933年、13歳のときにジョージア女子アマチュア選手権で勝利し、史上最年少のチャンピオンとなった。その後ジョージア女子アマチュア選手権で6勝をあげ、最後の勝利は20年後の1953年であった。1941年・1942年とタイトルホルダーズ選手権で2連勝。1943年、パインハーストでノースアンドサウス女子アマチュアゴルフ選手権を獲得した。
1934年から1938年まで、ジョージア州アトランタのワシントン・セミナリーに出席した。彼女のシニア説明文は以下のとおり。「ドット・カービーは「モスト・アスレチック・シニア」に選ばれた。彼女は1935年からクラスのバスケットボールとバレーボールをプレーしており、1936年 – 37年には双方のチームのキャプテンを務めていた。2年生から「A」[アスレチック]クラブのメンバーであり、4年生で副会長に選出された。1935年にはクラスの会計の責任ある役職を務めた。彼女は1935年には代表チームのメンバーであり、1938年にはチアリーダーであった。ドットは「ファクツ・アンド・ファンシーズ」[学校の年鑑]のスポーツ編集者である。」
1934年、14歳で初めて全米女子アマチュアゴルフ選手権でプレーした。1939年にはベティー・ジェームソンに、1947年にはルイーズ・サグスに次いで2位であった。その後の1951年、このアマチュアで最も権威のある大会で優勝を飾った。4度にわたりアメリカ合衆国カーティスカップチーム（1948年、1950年、1952年、1954年）のメンバーとなり、アマチュアゴルファーとしての成功にもかかわらず、プロ転向してLPGAツアーに参戦するという選択はしなかった。
ドロシー・カービーは1950年代半ばに競技者としては引退し、ラジオとテレビのスポーツ解説者および営業担当者として35年間働いた。1974年にジョージア州スポーツ殿堂、1989年にジョージア州ゴルフ殿堂入りを果した。
2000年、アトランタで死去。

## アマ戦績
- 1933年 ジョージア女子アマチュア選手権
- 1935年 ジョージア女子アマチュア選手権
- 1936年 ジョージア女子アマチュア選手権
- 1937年 サザーン女子アマチュア選手権
- 1941年 ジョージア女子アマチュア選手権
- 1943年 ノースアンドサウス女子アマチュアゴルフ選手権（英語版）
- 1951年 全米女子アマチュアゴルフ選手権
- 1952年 ジョージア女子アマチュア選手権
- 1953年 ジョージア女子アマチュア選手権

## メジャー選手権

### 優勝 (2回)
| 年     | 選手権                   | 優勝スコア         | ストローク差 | 2位の選手              |
| ------ | ------------------------ | ------------------ | ------------ | ---------------------- |
| 1941年 | タイトルホルダーズ選手権 | −1 (80-72-72=224)  | 16打差       | ヘレン・シーゲル       |
| 1942年 | タイトルホルダーズ選手権 | +14 (79-77-83=239) | 5打差        | アイリーン・ストゥルブ |

## 団体戦
アマ
- カーティスカップ (アメリカ合衆国代表): 1948年 (勝利)、1950年 (勝利)、1952年、1954年 (勝利)